# Стамбульський парк
Стамбу́льський парк — парк у місті Одеса, відкритий у 2013 році на схилах між Приморським бульваром і вул. Приморською, праворуч від Потьомкінських сходів.

## Передісторія парку

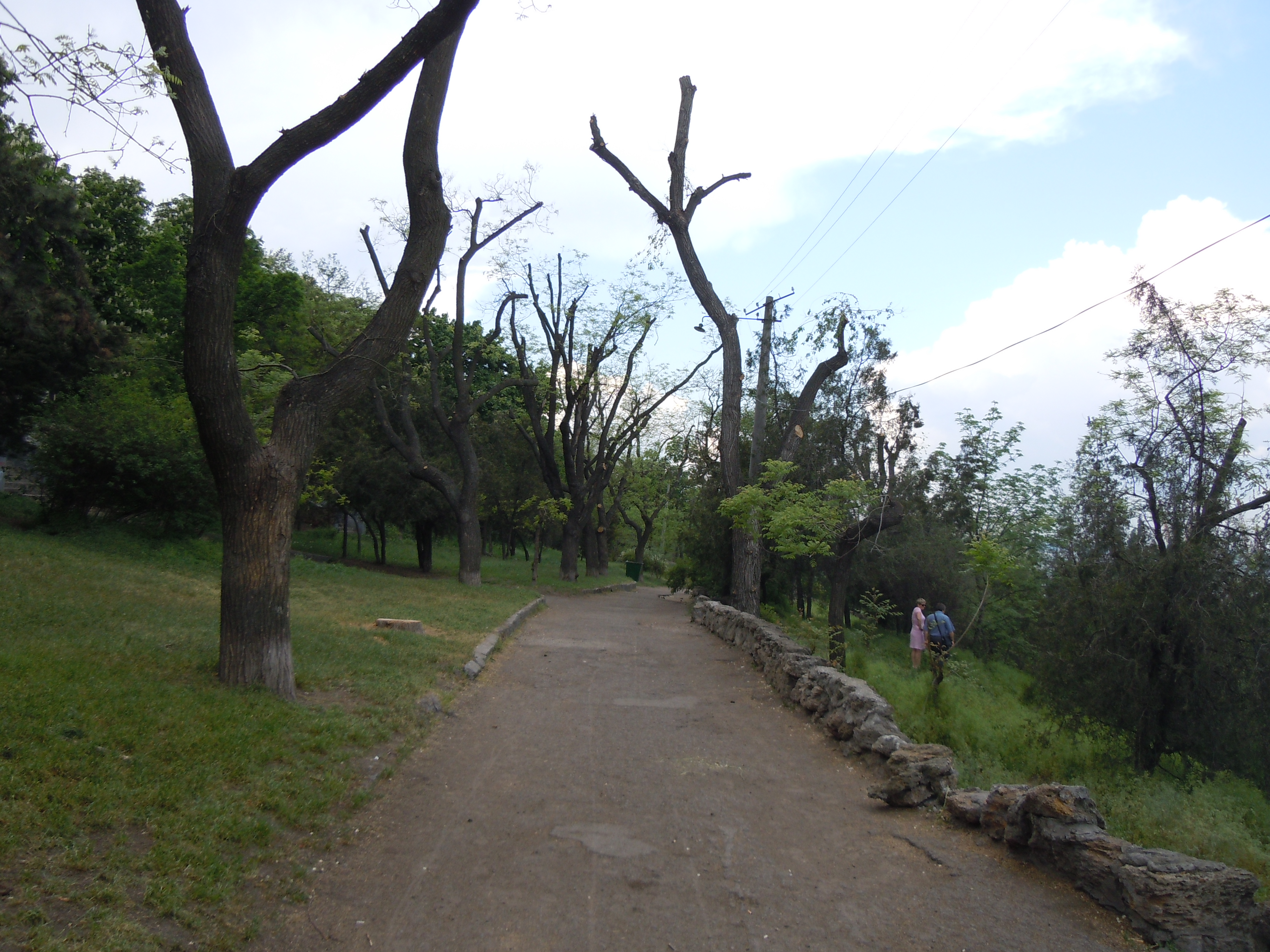
Алеї парку до реконструкції

Парк на схилах Приморського бульвару існував ще у XIX столітті. На бульварі було зведено палац, який належав князю Петру Лопухіну, а приморські схили навпроти палацу, були відведені в його власність для облаштування саду. Саме Лопухіним було облаштовано перший сад на території сучасного Стамбульського парку, який був поєднаний із палацом підземним ходом. Вихід із підземного ходу Лопухін облаштовує у вигляді античної колонади, яка тепер не зберігатися.
У 1922 році почалося будівництво зоопарку в Одесі на Приморському бульварі, в районі нижнього саду Воронцовського палацу — тепер парки Стамбульський і Грецький. Ініціатором стала громадська організація «Південьклімат», керівником якої був Генріх Бейзерт. Не зважаючи на велику виконану роботу — споруджувалися гроти для левів, ведмедів і тигрів, басейни для птахів, гора для гірських козлів — в діяльності зоосаду були багато проблем. Це як недостатнє фінансування, так і фактично непридатна територія для задовільного розміщення тварин. Міською владою було ухвалено рішення зоосад закрити, що було зроблено 1928 року.
В радянський період зелена зона на схилах Приморського бульвару отримала назву Приморський парк, завдяки назві бульвару, однак в народі отримав назву Місячний парк. У 1990-х і 2000-х роках парк був занедбаний і у 2013 році міська влада вирішила його реконструювати до 20-річчя побратимських відносин між Одесою та Стамбулом.

## Створення парку

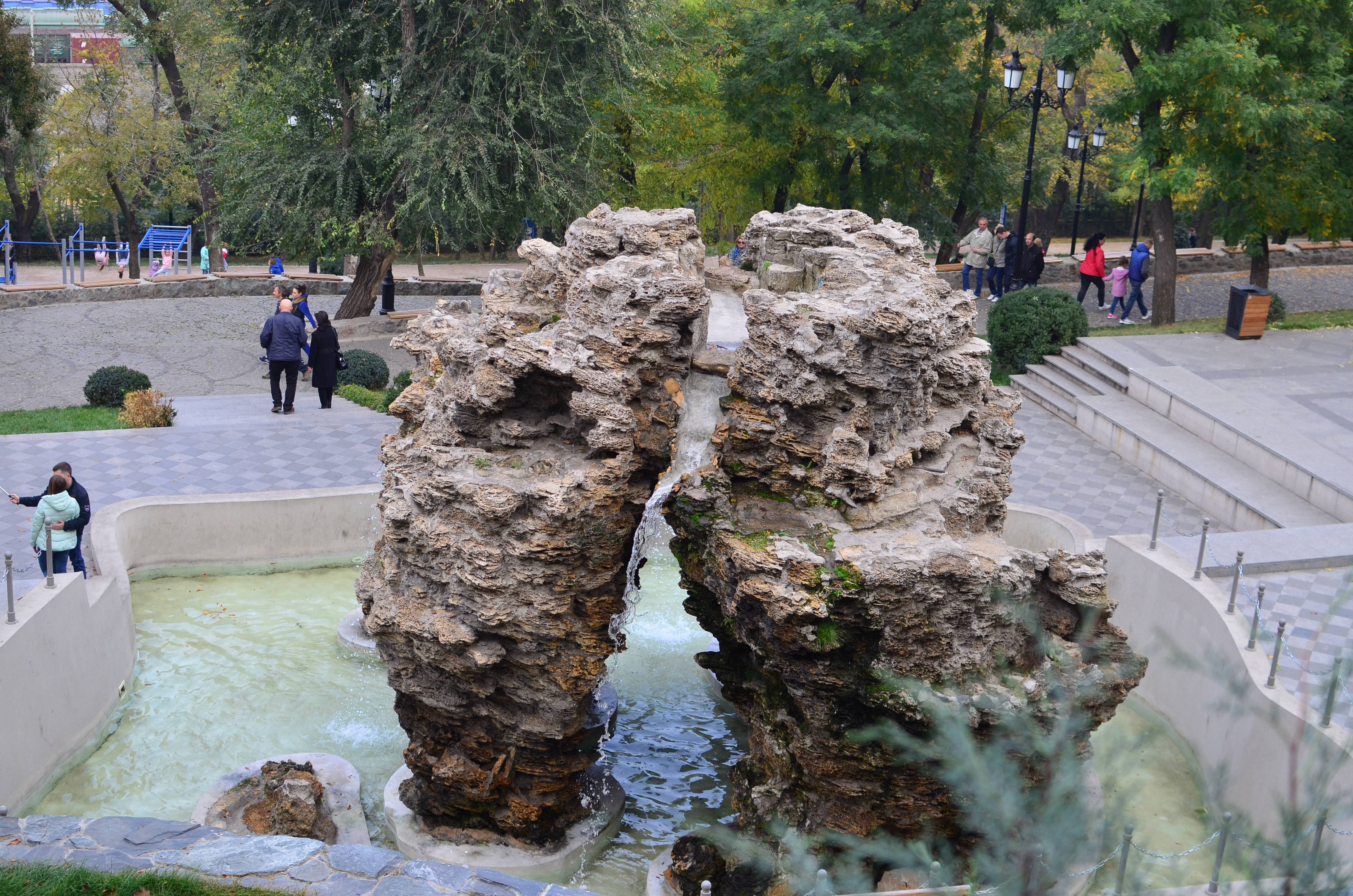
Грот Діани

Новий парк було офіційно закладено у 2013 році, але реальні роботи розпочалися тільки через 3 роки. Фінансував створення парку муніципалітет міста Стамбул, який виділив на це 1,5 мільйона доларів. Також фахівці з Туреччини розробили дизайн парку. Висадкою рослин займалося комунальне підприємство «Міськзелентрест» — були висаджені квіткові клумби, які повторюють турецькі національні орнаменти. Під час реконструкції парку були прокладені стежки із гравію. Схили були вистелені зеленим газоном й облаштовані лавками, проведено освітлення. Грот, штучно зроблений з каменю-дикуна у 1890-х роках і облаштований як вольєр для хижаків під час існування тут зоопарку, було перероблено на фонтан, який отримав назву «Грот Діани». Біля гроту було облаштовано фонтан, альтанку та невеликий бювет у східному стилі.
Урочисте відкриття відбулося 26 травня 2017 року за участю Президента України Петра Порошенка, мера Одеси Геннадія Труханова, мера Стамбула Кадіра Топбаша. Візитівкою сучасного парку став оновлений Грот Діани. Спочатку він являв собою дренажну систему, в яку стікала вода від розташованого неподалік фонтану, однак згодом став незвичайним парковим об'єктом, на який полюбляли підійматися місцеві жителі та гості міста.

## Галерея

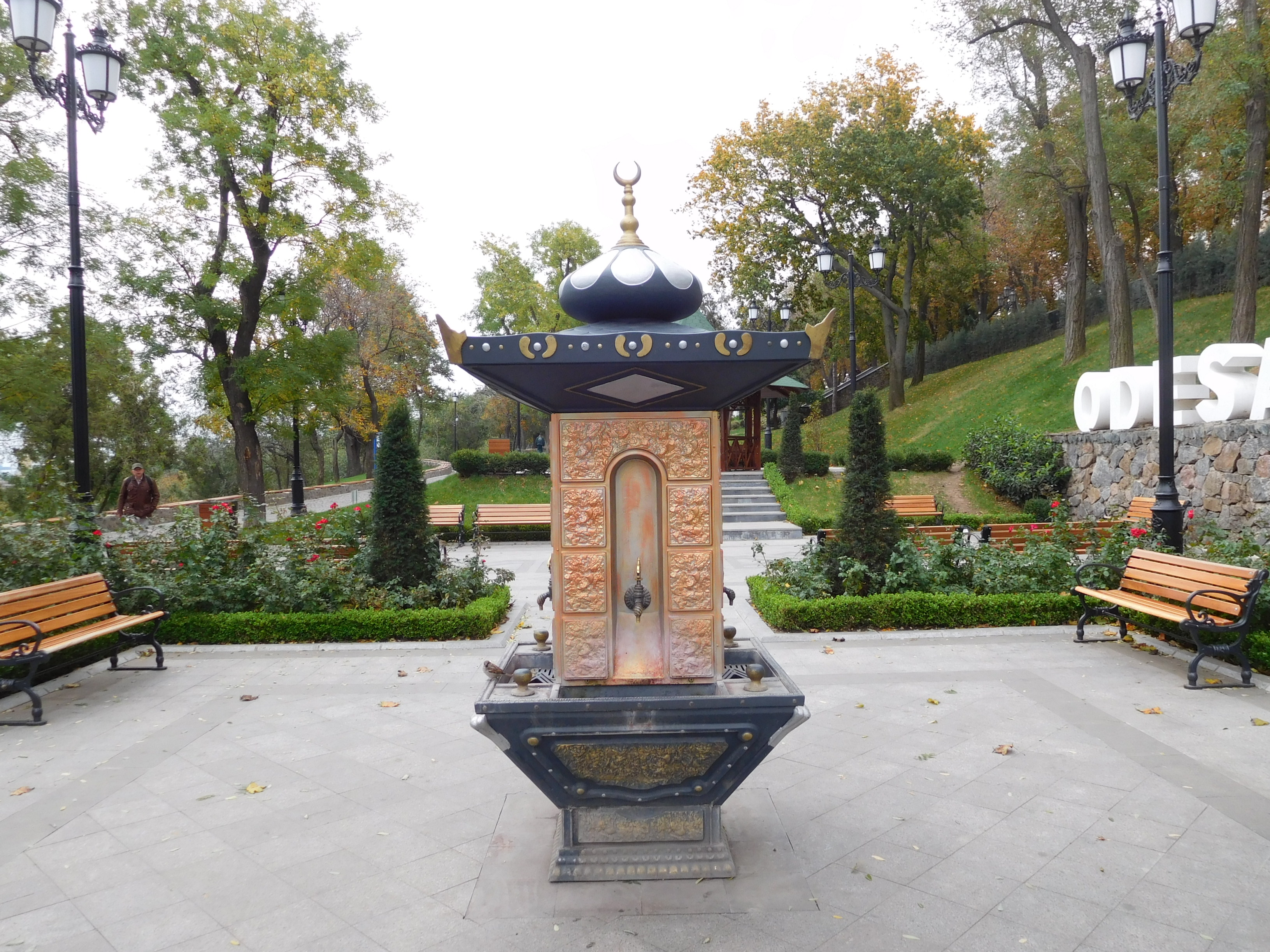
Фонтан
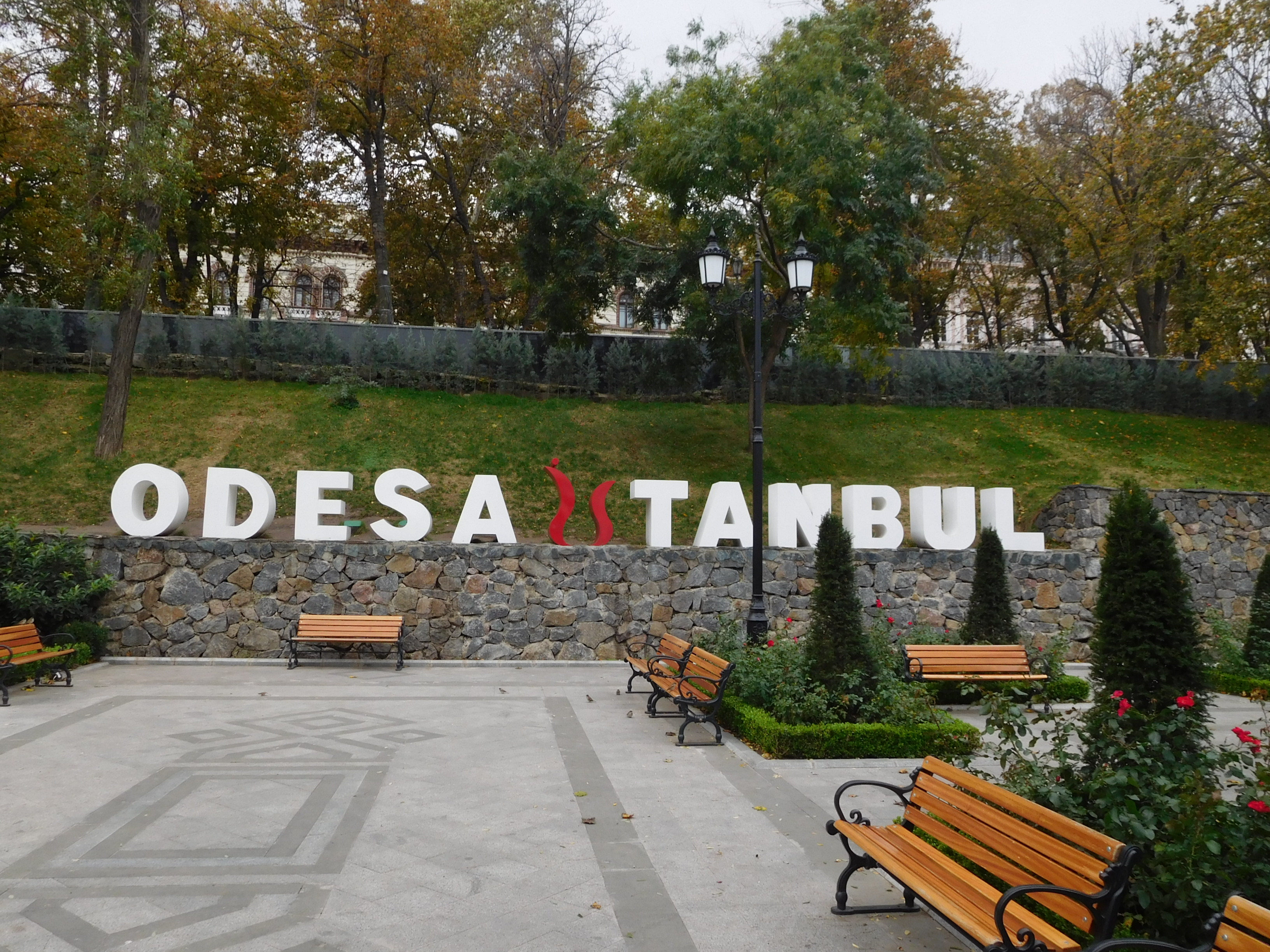
Центральний майдан парку
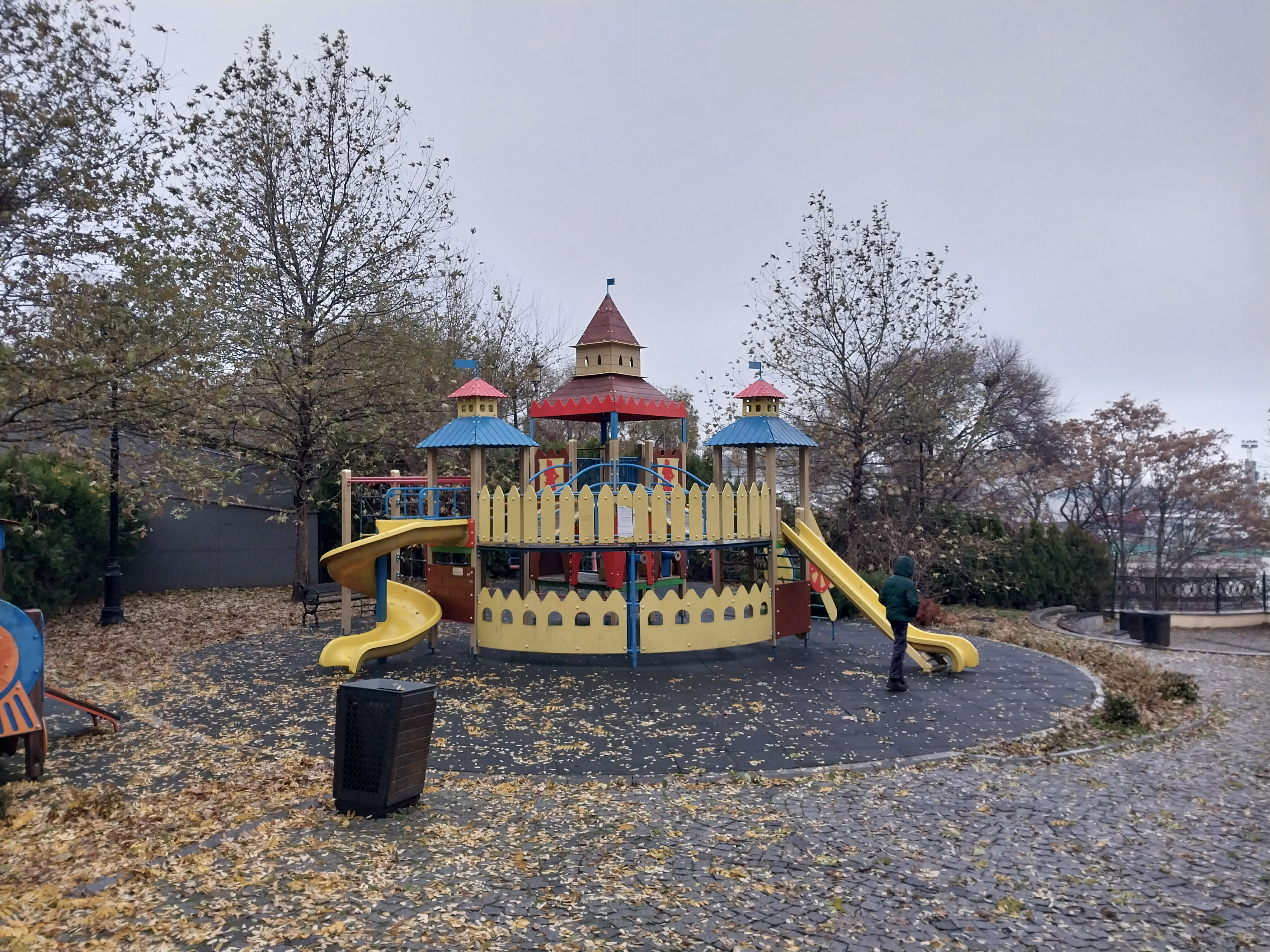
Дитячий майданчик
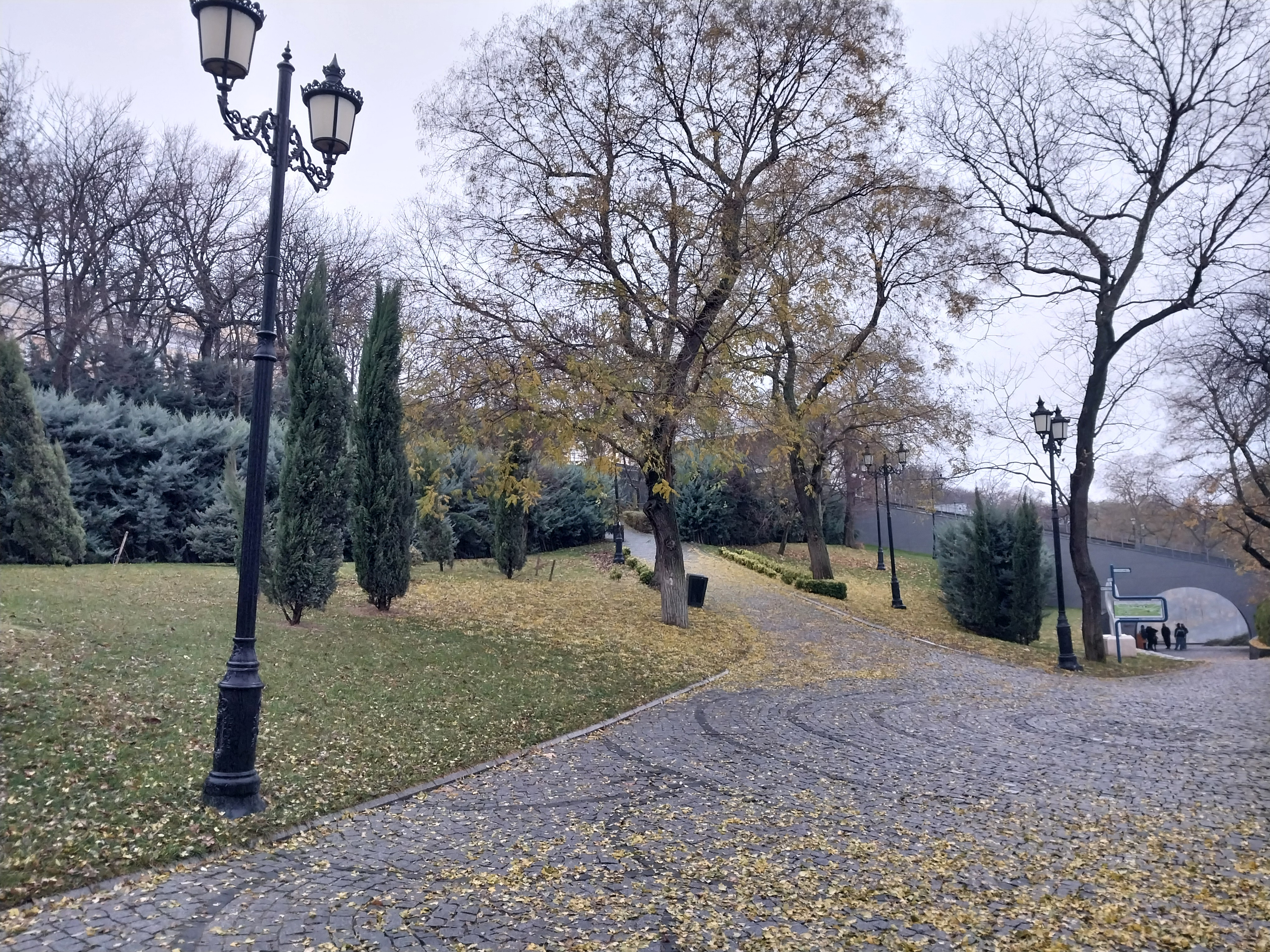
Алеї парку
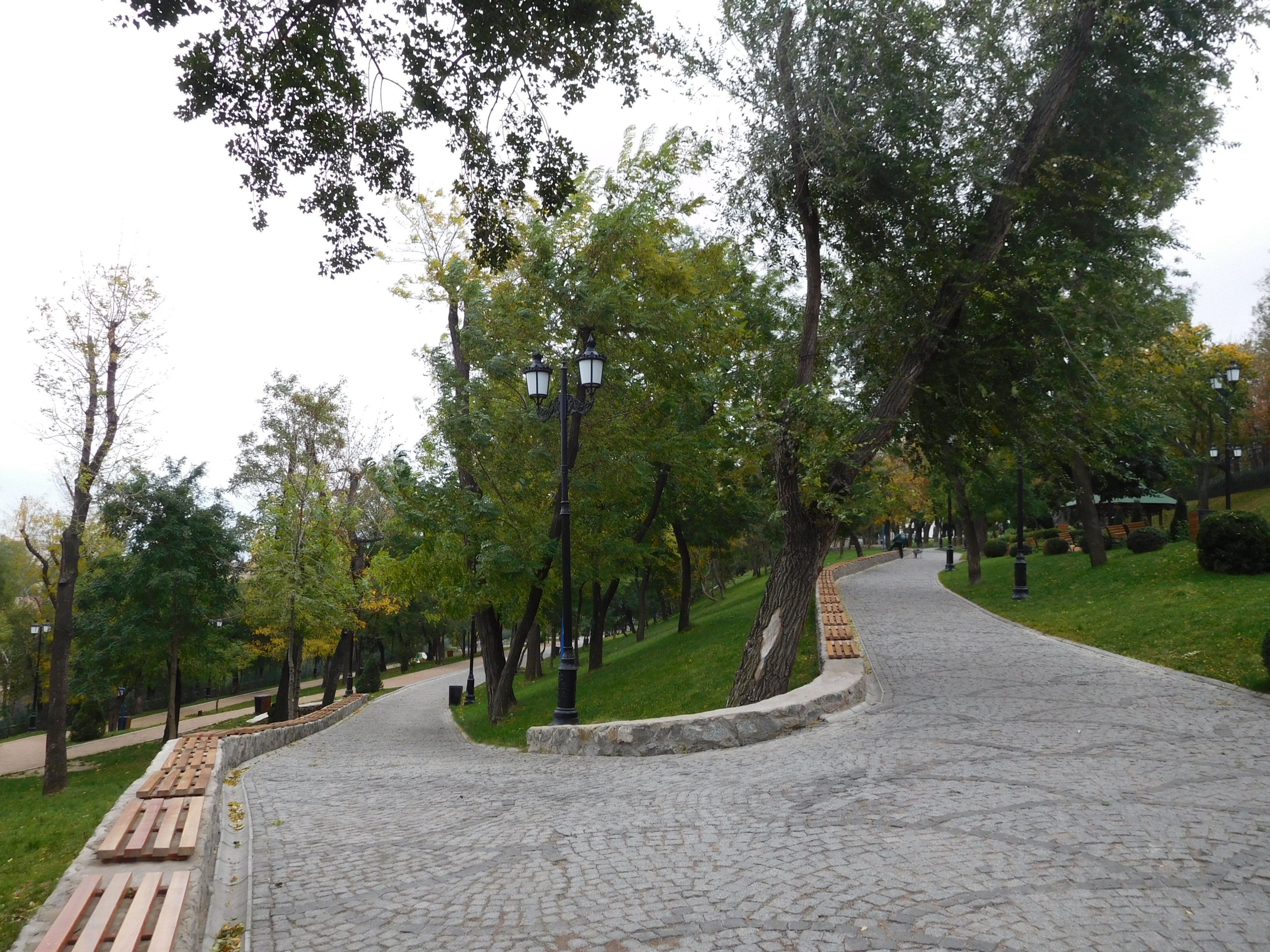
Алеї парку
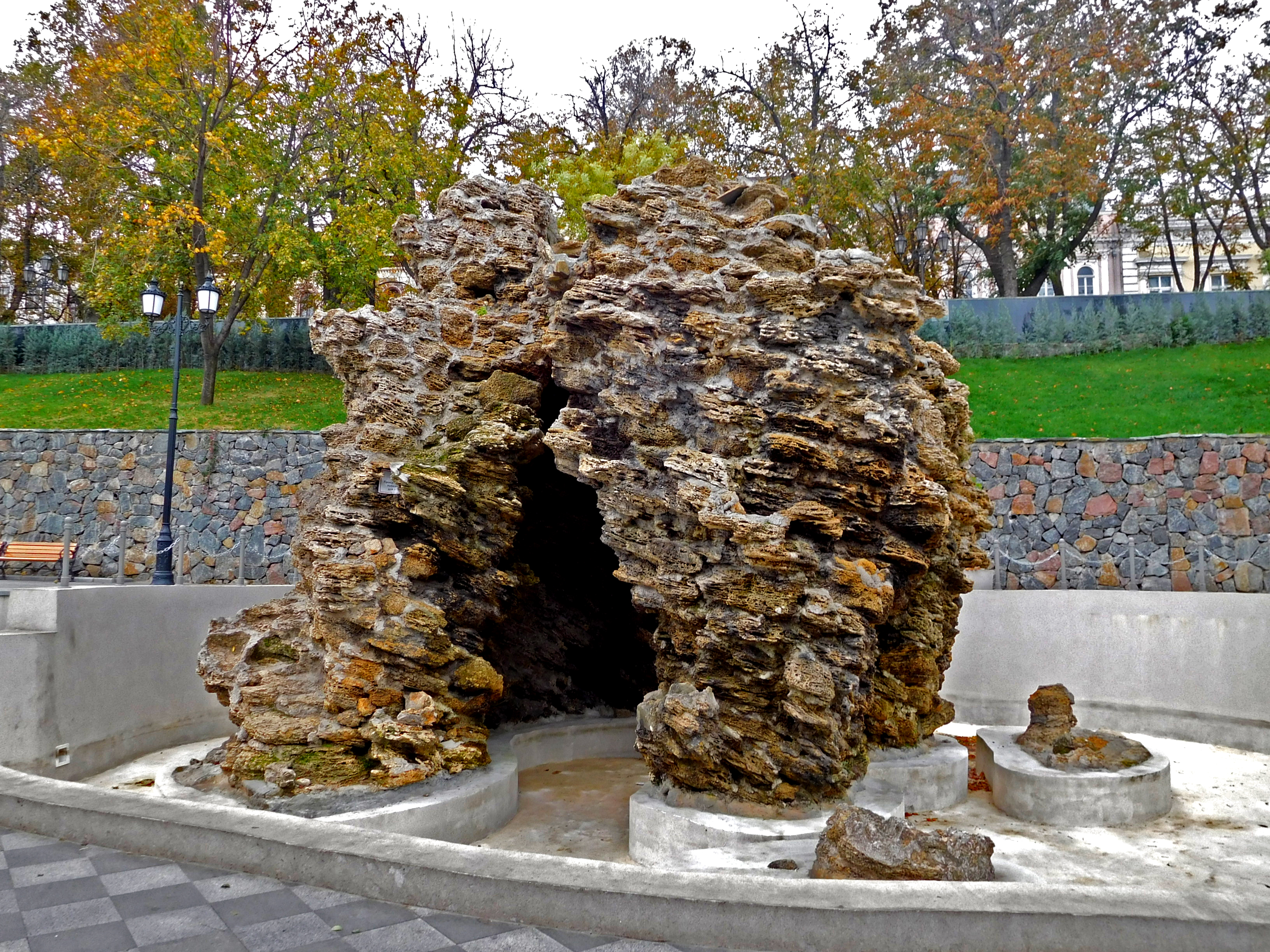
«Грот Діани»
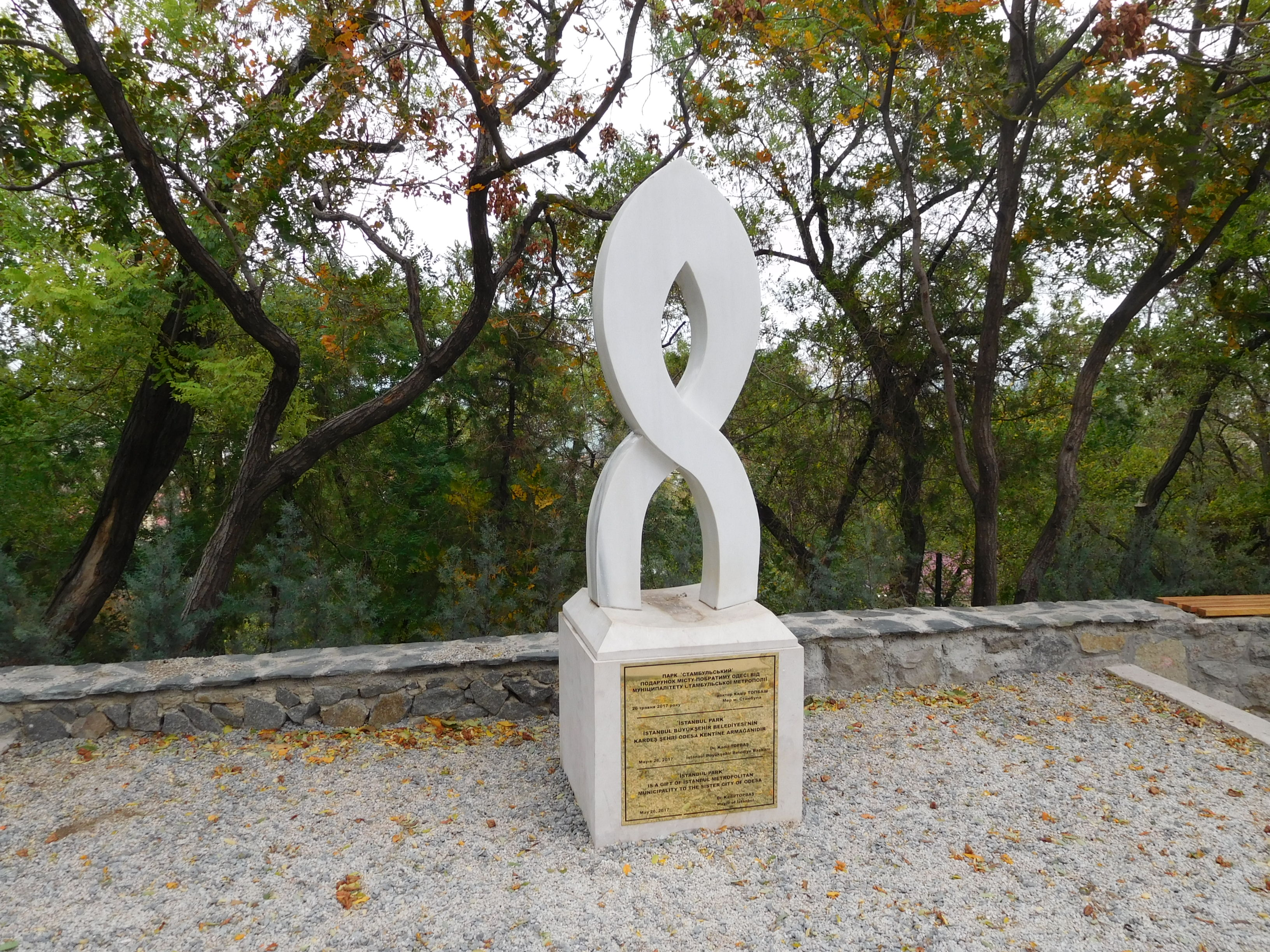
Знак на честь дружби та побратимства Одеси та Стамбула